# Mistrzostwa Polski w Łyżwiarstwie Figurowym 1930
Mistrzostwa Polski w łyżwiarstwie figurowym na sezon 1929/1930 odbyły się dwuetapowo:
1. Dla Pań i Jazdy sztucznej par (dziś, par sportowych) seniorów, dnia 20 lutego 1930 we Lwowie na torze Lwowskiego Towarzystwa Łyżwiarskiego.
2. Dla Panów-seniorów - 2 marca 1930 w Warszawie, na torze Warszawskiego Towarzystwa Łyżwiarskiego, mieszczącego się przy ulicy Szopena 3/11.

Zawody sędziowane były przez zagranicznych zawodników oraz wyznaczonych przez Polski Związek Łyżwiarski przedstawicieli strony polskiej.

Część lwowską oceniali: Oskar Hoppe, Walter Małek, Roman Kikiewicz i Władysław Neuhoff (jako przewodniczący).

Rywalizację w Warszawie natomiast sędziowali: dr Barth (LTŁ), inż. Jankowski, Wyczałkowski i Zdziecicki (WTŁ) oraz sen. Noskiewicz (WTŁ).
Były to jednocześnie pierwsze w historii Mistrzostwa Polski rozegrane w kategorii solistek.

## Wyniki

### Solistki
| Poz. | Zawodnik            | Klub | Punkty |
| ---- | ------------------- | ---- | ------ |
| 1    | Barbara Chachlewska | WTŁ  | 78,66  |
| 2    | Marta Rudnicka      | LTŁ  | 71,16  |
| 3    | Helena Kulbicka     | WTŁ  | 57,58  |
| 4    | Olga Saloni         | LTŁ  | 40,16  |

### Pary
| Poz. | Zawodnik                                | Klub | Punkty |
| ---- | --------------------------------------- | ---- | ------ |
| 1    | Zofia Bilor / Tadeusz Kowalski          | LTŁ  | 11,33  |
| 2    | Marta Rudnicka / Alfred Theuer          | LTŁ  | 9,33   |
| 3    | Barbara Chachlewska / Narcyz Pełczyński | WTŁ  | 8,73   |
| 4    | Eugenia Frankówna / Florian Łowczyński  | LTŁ  | 8,16   |
| 5    | Helena Kulbicka / Henryk Polubiec       | WTŁ  | 7,50   |

### Soliści
| Poz. | Zawodnik            | Klub | JO     | JD     | Punkty |
| ---- | ------------------- | ---- | ------ | ------ | ------ |
| 1    | Roman Kikiewicz     | LTŁ  | 830,40 | 487,20 | 263,52 |
| 2    | Zbigniew Iwasiewicz | WTŁ  | 702,50 | 614,80 | 263,46 |